# 342843 Davidbowie
342843 Davidbowie este o planetă minoră (asteroid) din centura de asteroizi. A fost descoperită pe 21 decembrie 2008 la Observatorio de Calar Alto⁠(d) de Felix Hormuth⁠(d) și a fost numită după David Bowie. 
Obiectul prezintă o orbită caracterizată de o semiaxă mare de 2,7495459071323 UAi, o excentricitate de 0,09, o înclinație de 2,8 ° în raport cu ecliptica.